# سوندمن (دهانه)
سوندمن یک دهانه برخوردی در ماه‌ است.

## دهانه‌های اقماری
این دهانه ۲ دهانه اقماری دارد.
| Sundman | عرض جغرافیایی | طول جغرافیایی | قطر          |
| ------- | ------------- | ------------- | ------------ |
| J       | ۸.۹° N        | ۹۰.۲° W       | ۱۰.۰ کیلومتر |
| V       | ۱۱.۹° N       | ۹۳.۵° W       | ۱۹.۰ کیلومتر |